# Oberea melanostoma
Oberea melanostoma är en skalbaggsart som beskrevs av Heller 1915. Oberea melanostoma ingår i släktet Oberea och familjen långhorningar.
Artens utbredningsområde är Filippinerna. Inga underarter finns listade i Catalogue of Life.